# Chrysotus gratiosus
Chrysotus gratiosus är en tvåvingeart som beskrevs av Becker 1922. Chrysotus gratiosus ingår i släktet Chrysotus och familjen styltflugor. Inga underarter finns listade i Catalogue of Life.